# OR22型电力机车
OR22型电力机车（俄语：ОР22）是苏联铁路第一种交流电力机车，适用于供电制式为20千伏工频单相交流电的电气化铁路。

## 发展历史
1920年代末，苏联决定对外高加索铁路在格鲁吉亚境内的泽斯塔波尼至哈舒里区段进行电气化改造，该区段为典型的山区铁路，穿越苏拉姆山口（Сурамский перевал）， 线路最大坡度达到29‰，还有许多小半径曲线。当时决定在此区段采用3000伏直流电的牵引供电制式，并从美国和意大利分别进口了S、Si型直流电力机车，该区段于1932年完成了电气化。然而，苏联铁道部门开始发现，基于直流供电的特性，3000伏直流电气化铁路将无法满足未来的运输需求。根据理论计算，如果采用直流供电，电力机车牵引10000吨重载列车以时速50公里/小时通过10‰的坡道时，牵引供电电流将高达6000A，需要更粗的接触网导线和配置更多的变电站，传输损耗也会大幅增加。
经过长时间的技术研究和论证，苏联铁道部门在比较了超过200种不同类型的供电制式后，认为20千伏50赫兹单相交流电是较合理的电气化铁路供电制式。由于这种制式为苏联首创，并未在其他国家进行过试验和使用，因此在第一次全苏铁路电气化会议上决定，先选定一个试验区段，并试制一台交流电力机车，以验证交流供电的优劣。1933年4月，苏联铁道部决定在莫斯科至萨维奥洛夫区段试验交流供电，而交流电力机车的研制则由迪纳摩公司承担，并于1934年与苏联人民委员会签订了机车研制合同。
随着现代电力电子技术的发展，静止整流器和直流牵引电机的技术已趋成熟，迪纳摩公司决定在交流电力机车上采用交—直流电传动，安装了单相变压器、水银整流器和直流牵引电动机。1938年10月，在科洛姆纳机械制造厂的协助下，迪纳摩工厂成功试制了苏联首台交流电力机车。机车被定型为OR22型，其中“O”代表单相交流电（однофазный）、“R”代表水银整流器（ртутными выпрямителями）、“22”代表机车轴重为22吨。